# Sagezabad
Sagezabad (persisch سگزآباد [sægɛzɑbɑd]), auch Sakzabad und Sagzabad, ist eine Stadt in der Provinz Qazvin im Iran an der Grenze zu Zandschand. In Sagezabad leben circa 7879 Einwohner (Stand 2011).
Die Einwohner von Sagezabad sind Tat und sprechen Tati.
Ab 1970 wurden unter Leitung von Ezzatollah Negahban archäologische Grabungen in Sakzabad durchgeführt, bei denen Nekropolen aus dem 4./3. und 1. Jahrtausend v. Chr. untersucht wurden.